# 毛梗长叶悬钩子
毛梗长叶悬钩子（学名：Rubus dolichophyllus var. pubescens）为蔷薇科悬钩子属下的一个变种。

## 扩展阅读
- 維基物種上的相關：毛梗长叶悬钩子